# Barão de Cotegipe
Pour les articles homonymes, voir Barão.
Barão de Cotegipe est une municipalité brésilienne située dans l'État du Rio Grande do Sul.